# Johannes Veit
Johannes Veit (ur. 2 marca 1790 w Berlinie, zm. 18 stycznia 1854 w Rzymie) – niemiecki malarz historyczny. Od 1811 mieszkał i pracował w Rzymie. Tam też wstąpił do Nazareńczyków.

## Życiorys
Veit urodził się w Berlinie jako syn żydowskiego bankiera, Simona Veita i jego żony, Brendel Mendelssohn, najstarszej córki  Mosesa Mendelssohna. Jego bratem był malarz, Philipp Veit (1793–1877). Po rozstaniu rodziców Veit początkowo przebywał z ojcem w Berlinie.
W 1805, w Hamburgu rozpoczął naukę w banku J. & A. Mendelssohn u swoich wujków, Josepha Mendelssohna i Abrahama Mendelssohna-Bartholdy.
W 1808 zajął się malarstwem i zaczął uczęszczać do drezdeńskiej Akademii Sztuk Pięknych. Uczył się od  Friedricha Matthäi.
26 lipca 1810 Veit i jego brat, Philipp nawrócili się w Wiedniu i przyjęli wiarę katolicką.
W lutym 1811 Veit przeniósł się do Rzymu, choć jego pierwszym celem był Paryż. Powodem jego przeprowadzki były prace Gottlieba Schicka, które bardzo zafascynowały Veita. W Rzymie zaprzyjaźnił się z Friedrichem Overbeckiem i stracił zainteresowanie Schickiem.
Veit był artystą wolno pracującym, stawiającym sobie wysokie wymagania, które przekraczały jego oczekiwania. Wśród jego dzieł wyróżnia się przedstawienie Pokłonu pasterzy w 
katedrze św. Jadwigi, w Berlinie oraz obraz Chrystusa przed Piłatem w Bazylice św. Andrzeja „delle Fratte”, w Rzymie.
Veit zmarł w 1854 w Rzymie.

## Życie prywatne
W 1819 wrócił do Berlina i w 1821 ożenił się z Florą Ries, która później również została katoliczką. 1822 Veit przeniósł się na stałe ze swoją żoną do Rzymu, gdzie też odnowił swoją przyjaźń z Friedrichem Overbeckiem.

## Galeria[1](wybrane dzieła Veita)

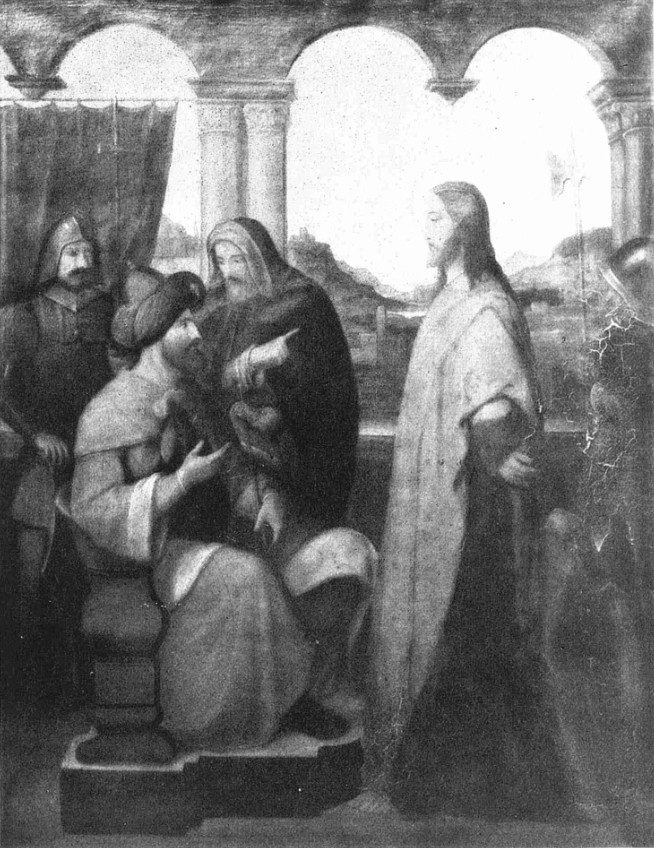
Johannes Veit, Chrystus przed Piłatem
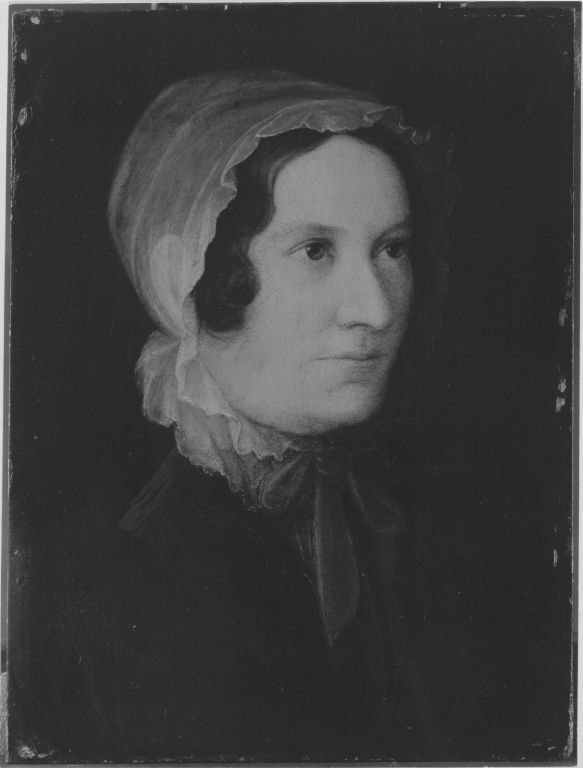
Johannes Veit, Dorothea Schlegel – portret jego matki (ok. 1810)
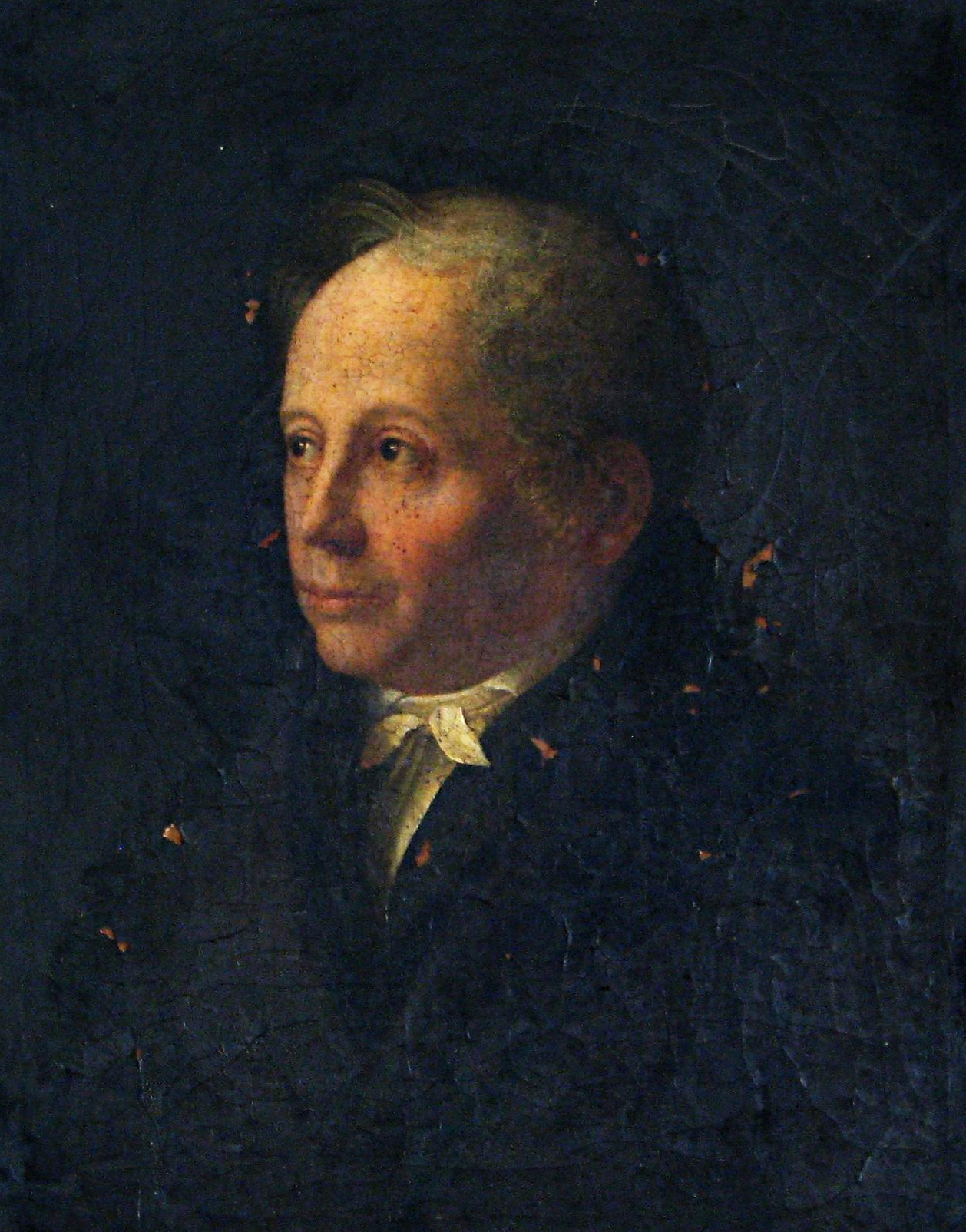
Johannes Veit, Simon Veit – portret jego ojca (1809–1810)